# سنف (مناخة)

تعديل مصدري - تعديل

سنف هي إحدى قرى عزلة مسار بمديرية مناخة التابعة لمحافظة صنعاء، بلغ تعداد سكانها 946 نسمة حسب تعداد اليمن لعام 2004.